# Långstjärtad drillfågel
Långstjärtad drillfågel (Lalage leucopyga) är en fågel i familjen gråfåglar inom ordningen tättingar.

## Utseende och läte
Långstjärtad drillfågel är en rätt långvingad och, som namnet avslöjar, långstjärtad fågel med kort och knubbigt huvud. Fjäderdräkten är prydligt tecknad i svart och vitt, med mestadels svart ovansida och vit undersida. Den svarta hjässan når ner till ögat. På vingarna syns stora vita paneler. Arten är lik söderhavsdrillfågel, men saknar den artens vita ögonbrynsstreck, tvärbandade undersida och generellt mer röriga utseende. Den melodiska sången har återgivits som "tee-zeeia-tee-zeeia-tee-zeeia".

## Utbredning och systematik
Långstjärtad drillfågel delas in i sex underarter med följande utbredning:
- L. l. affinis – på Salomonöarna (Makira och Ugi Island)
- L. l. deficiens – Vanuatu (Torressundöarna och Banks Islands)
- L. l. albiloris – centrala och norra Vanuatu
- L. l. simillima – södra Vanuatu och Loyautéöarna
- L. l. montrosieri – Nya Kaledonien
- L. l. leucopyga – Norfolk Island. Utdöd

## Levnadssätt
Långstjärtad drillfågel hittas i skogsområden i lågland och i bergstrakter, framför allt i skogsbryn.

## Status och hot
Arten har ett stort utbredningsområde, men tros minska i antal, dock inte tillräckligt kraftigt för att den ska betraktas som hotad. Internationella naturvårdsunionen IUCN listar arten som livskraftig (LC).